# Jozef Kállay
Jozef Kállay (12. srpna 1881 Liptovský Sv. Mikuláš – 10. února 1939 Bratislava) byl slovenský a československý státní úředník, národohospodář a politik, za první republiky ministr pro správu Slovenska.

## Biografie
Pocházel z Liptovského Svatého Mikuláše, kde jeho otec působil jako advokát. Jozef Kállay vystudoval práva a pak pracoval v rodném městě. Počátkem 20. let 20. století se stal přednostou administrativního oddělení ministerstva pro správu Slovenska.
Od října 1922 zastával post ministra pro správu Slovenska v první vládě Antonína Švehly, druhé vládě Antonína Švehly, úřednické druhé vládě Jana Černého a ještě v třetí vládě Antonína Švehly, v níž setrval do června 1928, kdy bylo samostatné ministerstvo pro správu Slovenska zrušeno. Byl členem slovenské organizace agrární strany, ale nepatřil k nejužšímu vedení a profiloval se spíše jako nestranný odborník ve státní správě.
Podílel se vzniku Průmyslové banky v Liptovském Mikuláši, jež navázala na Liptovsko-svato-mikulášskou průmyslovou banku. Zastával v ní post hlavního správce a právního zástupce. Má zásluhy na rozvoji spořitelnictví na Slovensku, oživení stavebního ruchu a rozvoj elektrifikace. Zasedal ve správních radách četných finančních ústavů. V roce 1927 byl jmenován vládou dočasným ředitelem Zemské banky v Praze a předsedou její pobočky v Bratislavě. Od roku 1930 byl předsedou Svazu slovenských bank.